# 1 500 mètres féminin aux Jeux olympiques d'été de 2000 (athlétisme)
Navigation
Atlanta 1996 Athènes 2004
L'épreuve du 1 500 mètres féminin aux Jeux olympiques de 2000 s'est déroulée du 27 au 30 septembre 2000 au Stadium Australia de Sydney, en Australie. Elle est remportée par l'Algérienne Nouria Benida-Merah.

## Résultats

### Finale
| Rang               | Athlète             | Pays            | Temps         | Note |
| ------------------ | ------------------- | --------------- | ------------- | ---- |
| Médaille d'or      | Nouria Benida-Merah | Algérie         | 4 min 05 s 10 |      |
| Médaille d'argent  | Violeta Szekely     | Roumanie        | 4 min 05 s 15 |      |
| Médaille de bronze | Gabriela Szabo      | Roumanie        | 4 min 05 s 27 |      |
| 4                  | Kutre Dulecha       | Éthiopie        | 4 min 05 s 33 |      |
| 5                  | Lidia Chojecka      | Pologne         | 4 min 06 s 42 |      |
| 6                  | Anna Jakubczak      | Pologne         | 4 min 06 s 49 | SB   |
| 7                  | Kelly Holmes        | Grande-Bretagne | 4 min 08 s 02 |      |
| 8                  | Marla Runyan        | États-Unis      | 4 min 08 s 30 |      |
| 9                  | Sabine Fischer (en) | Suisse          | 4 min 08 s 84 |      |
| 10                 | Carla Sacramento    | Portugal        | 4 min 11 s 15 |      |
| 11                 | Hayley Tullett      | Grande-Bretagne | 4 min 22 s 29 |      |
| 12                 | Suzy Favor-Hamilton | États-Unis      | 4 min 23 s 05 |      |

## Légende
Records et Performances
- AR : Record continental (area record)
- CR : Record des championnats (championship record)
- MR : Record du meeting (meet record)
- NR : Record national (national record)
- OR : Record olympique (olympic record)
- PR : Record paralympique (paralympic record)
- PB : Record personnel (personal best)
- SB : Meilleure performance personnelle de la saison (season's best)
- WL : Meilleure performance mondiale de l'année (world leader)
- WJR : Record du monde junior (world junior record)
- WR : Record du monde (world record)

Circonstances et Conditions
- DNF : N'a pas terminé (did not finish)
- DNS : N'a pas pris le départ (did not start)
- DQ : Disqualification (disqualification)
- NM : Aucun essai valable enregistré (No Mark)
- Q : Qualifié « directement » au prochain tour (ou à la prochaine compétition), lors d'une compétition majeure, grâce au classement ou à la réalisation des minima (automatic qualifier)
- q : Qualifié au prochain tour (ou à la prochaine compétition), lors d'une compétition majeure, grâce au repêchage ou à la réalisation de l'une des meilleures performances parmi celles des « non qualifiés directement » (grâce au meilleur temps ou à la meilleure distance par exemple) (secondary qualifier)